# Paolo Villaggio
Pour les articles homonymes, voir Villaggio.
Paolo Villaggio, né le 31 décembre 1932 à Gênes et mort le 3 juillet 2017 à Rome, est un acteur, écrivain, animateur de télévision et comique italien. Il a aussi contribué au doublage des films en italien.
Paolo Villaggio fut très populaire en Italie notamment pour ses interprétations d'Ugo Fantozzi, un modeste comptable victime de situations burlesques.

## Biographie
Ayant interprété à la télévision et au cinéma des personnages de caractère paradoxal et grotesque, comme le professeur Kranz ou le timide Giandomenico Fracchia, Paolo Villaggio est surtout connu pour la création littéraire et l'interprétation cinématographique (dix films) du comptable Ugo Fantozzi. Il commence son activité d'écrivain dans la veine comique par un livre sur Fantozzi, suivi de six autres sur le même personnage, et continue dans le genre satirique. Il a aussi joué dans des films plus dramatiques, avec des réalisateurs tels que Federico Fellini, Marco Ferreri, Luigi Comencini, Lina Wertmüller, Ermanno Olmi et Mario Monicelli.
Ses romans, en particulier ceux qui mettent en scène Fantozzi, ont connu une grande popularité en Union des républiques socialistes soviétiques.
En 1987, il est candidat pour le parti de gauche Démocratie prolétarienne.

## Filmographie

### Télévision
- 1975 : Giandomenico Fracchia (feuilleton TV) : Giandomenico Fracchia
- 1985 : Sogni e bisogni (feuilleton TV) : Orazio
- 1986 : Un fantastico tragico venerdì (série télévisée)
- 1986 : Grand Hotel (série télévisée)
- 1999 : Angelo di seconda classe (série télévisée)
- 2002 : San Giovanni - L'apocalisse : Gaio
- 2004 : Renzo e Lucia : Don Abbondio

## Publications
- 1971 : Fantozzi, Rizzoli, Milan
- 1972 : Come farsi una cultura mostruosa, Bompiani, Milan
- 1974 : Il secondo tragico libro di Fantozzi, Rizzoli, Milan
- 1976 : Le lettere di Fantozzi, Rizzoli, Milan
- 1979 : Fantozzi contro tutti, Rizzoli, Milan
- 1983 : Fantozzi subisce ancora, Rizzoli, Milan
- 1993 : « Caro direttore ci scrivo ... » Lettere del tragico ragioniere, raccolte da Paolo Villaggio, sous le pseudo Rag. Ugo Fantozzi, Arnoldo Mondadori Editore, Milan
- 1994 : Fantozzi saluta e se ne va: le ultime lettere del rag. Ugo Fantozzi, Arnoldo Mondadori Editore, Milan
- 2002 : Vita, morte e miracoli di un pezzo di merda, Arnoldo Mondadori Editore, Milan
- 2003 : 7 grammi in 70 anni. L'odissea di un povero obeso, Arnoldo Mondadori Editore, Milan
- 2004 : Sono incazzato come una belva, Arnoldo Mondadori Editore, Milan •  (ISBN 978-8-80453-406-8)
- 2006 : Gli fantasmi, Rizzoli, Milan
- 2008 : Storia della libertà di pensiero, Feltrinelli, Milan
- 2009 : Storie di donne straordinarie, Arnoldo Mondadori Editore, Milan
- 2010 : Fantozzi totale, Einaudi Stile Libero, Turin
- 2010 : Crociera Lo Cost, Arnoldo Mondadori Editore, Milan
- 2011 : Mi dichi - Prontuario comico della lingua italiana, Arnoldo Mondadori Editore, Milan
- 2011 : Giudizio universale, Feltrinelli, Milan
- 2011 : La fortezza tra le nuvole, Varmo (UD), Morganti
- 2011 : La vera storia di Carlo Martello, éditions  Baldini + Castoldi •  (ISBN 978-8-89388-119-7)
- 2012 : Tragica vita del ragionier Fantozzi, Arnoldo Mondadori Editore, Milan •  (ISBN 978-8-80463-017-3)
- 2013 : Siamo nella merda - Pillole di saggezza di una vecchia carogna, Arnoldo Mondadori Editore, Milan •  (ISBN 978-8-80462-930-6)

### Traductions françaises
- 1981 : Fantozzi avec et contre tous, traduit de l'italien par Annie Robert et Paul Chaland, 257 p., Robert Laffont •  (ISBN 2-22100-708-5)[3]